# Yoma vulcanica
Yoma vulcanica är en fjärilsart som beskrevs av Rothschild 1915. Yoma vulcanica ingår i släktet Yoma och familjen praktfjärilar. Inga underarter finns listade i Catalogue of Life.